# Parathalestris harpacticoides
Parathalestris harpacticoides är en kräftdjursart som först beskrevs av Claus 1863.  Parathalestris harpacticoides ingår i släktet Parathalestris, och familjen Thalestridae. Arten är reproducerande i Sverige.